# Achrysocharoides australiensis
Achrysocharoides australiensis är en stekelart som först beskrevs av Girault 1915.  Achrysocharoides australiensis ingår i släktet Achrysocharoides och familjen finglanssteklar. Inga underarter finns listade i Catalogue of Life.